# Gurgum

Ligging van Gurgum (bij benadering)

Gurgum is de Assyrische naam voor een neo-Hettitisch vorstendom waarvan de Luwische naam niet bekend is. De inscripties noemen de vorsten wel de kurkumawani-(URBS), de "Kurkumese (vorsten)". De hoofdstad ervan was gelegen in het moderne Maraş. In de inscripties van Sargon in Dur-Sharrukin heette het Marqas. Na de annexatie bleef het Marqas heten. De stad en omgeving zijn nooit aan systematische opgravingen onderworpen. In het centrum is een oude ruïneheuvel (höyük) met een oud middeleeuws fort (kale) erop.
Het vorstendom lag ten westen van Kummuh en ten noorden van Sam'al. Over de bergen in het noorden lag de vlakte van Elbistan die waarschijnlijk onder bewind van Malatya was. Naar het westen lagen ook bergen en in die richting lag Que, maar de begrenzing is niet bekend.
De meeste kennis erover komt uit Assyrische bron, zo wordt er gemeld dat er gezanten van Gurgum aanwezig waren bij de inauguratie van het nieuwe paleis van Assurnasirpal II. Adad-nirari III beslechtte een geschil tussen Gurgum en naburig Kummuh in het voordeel van Kummuh en richtte een grenspaal tussen beide rijkjes op. Later werd deze steen door Bar-Hadad II van Aram-Damascus weggehaald in een veldtocht tegen Kummuh en zijn bondgenoot Assyrië. In 773 haalde Sjamsji-ilu de steen terug en helstelde de oude grens. Er zijn echter ook een aanzienlijk aantal Luwische inscripties in of rond de stad gevonden, waaruit de stamboom van negen generaties vorsten -allen vader op zoon- af te leiden valt.
Vorsten van Gurgum
| Vorst            |                                                                      |
| ---------------- | -------------------------------------------------------------------- |
| Astuwaramanza    |                                                                      |
| Muwatalli I      |                                                                      |
| Larama I         |                                                                      |
| Muwizi           |                                                                      |
| Halparuntiya I   |                                                                      |
| Muwatalli II     | betaalde in 858 schatting aan Salmanasser III                        |
| Halparuntiya II  | betaalde in 853 schatting aan Salmanasser III ivm de slag bij Qarqar |
| Larama II        |                                                                      |
| Halparuntiya III |                                                                      |
| ..               |                                                                      |
| Tarhulara.       | Sargons tijdgenoot                                                   |

Bit Agusi · Bit-Bahiani · Gurgum · Halab · Hamath · Hatarikka · Hilakku · Kammanu · Karkemis · Kummuh · Pattina · Que · Sam'al · Tabal · Til-Barsip